# Torre L'Annonciade
La Torre L'Annonciade (in francese Tour L'Annonciade) è un grattacielo del Principato di Monaco.

## Storia
La costruzione dell’edificio è stata completata nel 1980.

## Descrizione
L'edificio, che sorge lungo l'Avenue de l'Annonciade nel quartiere di La Rousse, conta 36 piani ed è alto 111 metri.